# Valdres
Valdres est une vallée principale (dalføre) et un landskap situé dans le comté d'Innlandet en Norvège, à mi-chemin entre Bergen et Oslo.

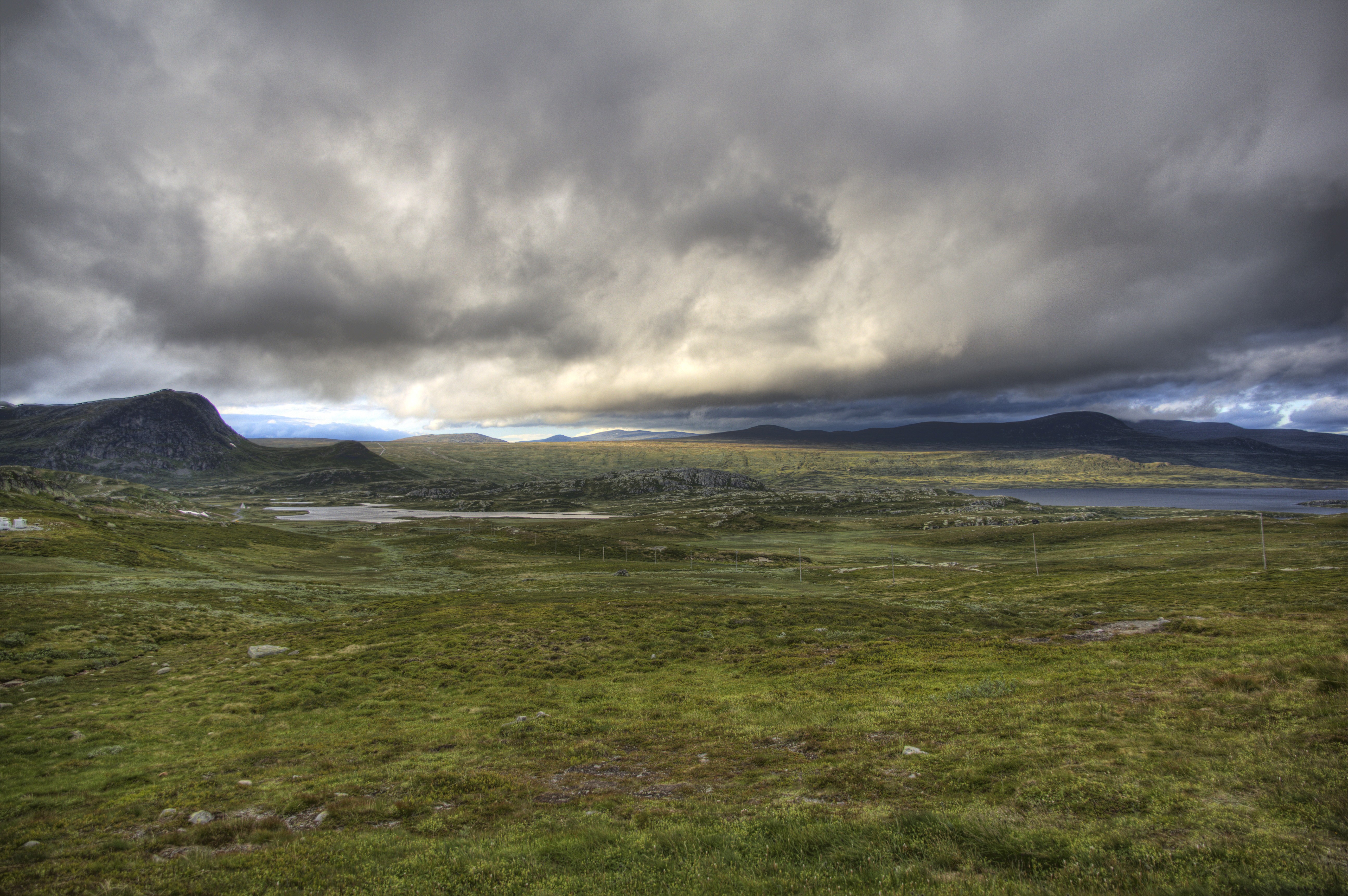
Plateau de Valdresflya

Valdres comprend la majeure partie du bassin versant du réseau de Begnavassdraget, au nord du lac Sperillen, et la partie supérieure de la vallée du fleuve Etna, où se trouve la commune éponyme.

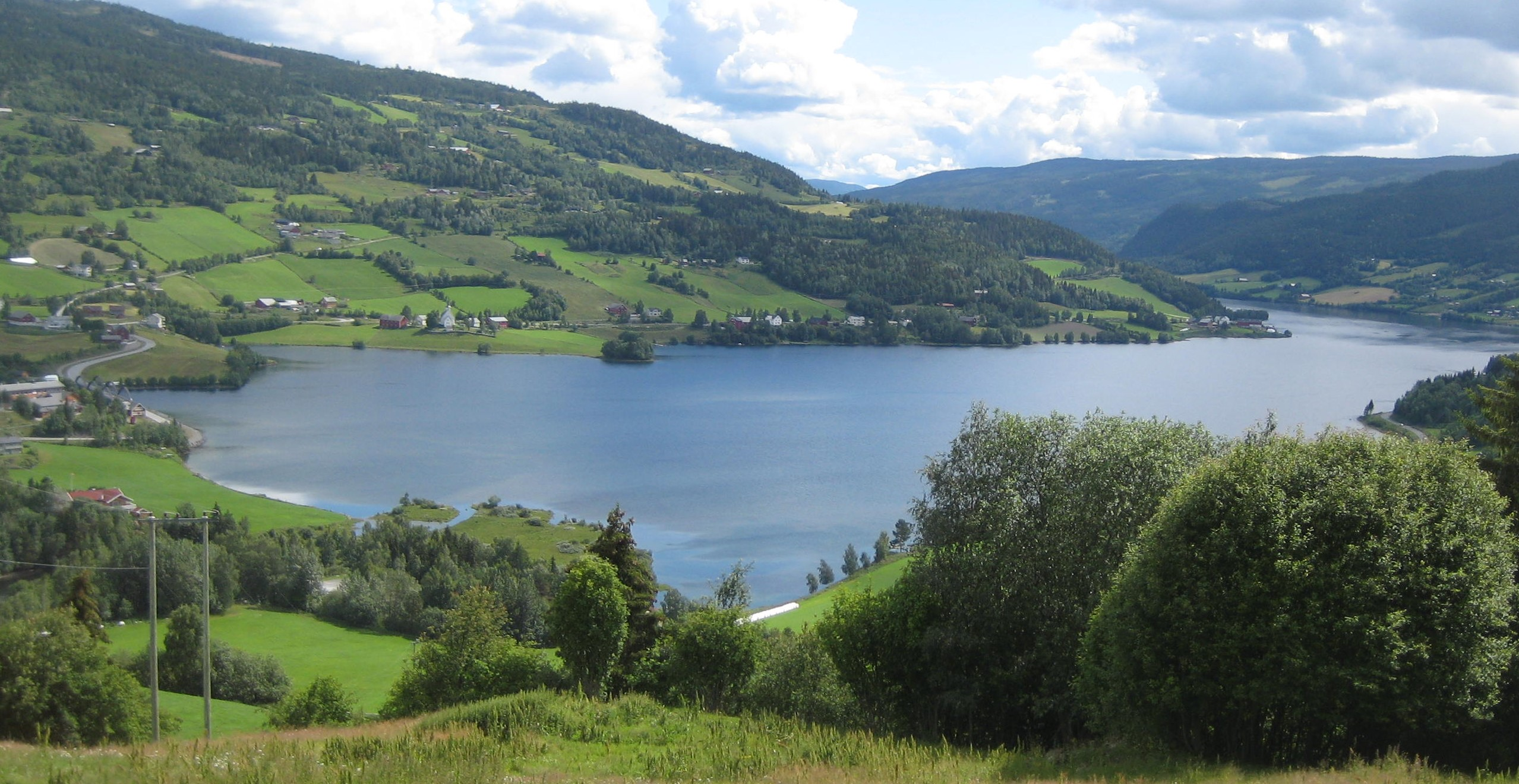
Lac Strøndafjorden

Le centre régional de Valdres est la ville de Fagernes et le district comptait en 2020 17 953 habitants pour 5 406 km2. 

## Géographie
La vallée de Valdres est située entre les vallées principales de Gudbrandsdal (est), Hallingdal (sud-ouest), et le fjord de Sogn à l'ouest. 
La partie la plus méridionale de Valdres est composée de la vallée Begnadalen et du vallon Hedalen dans la commune de Sør-Aurdal. 

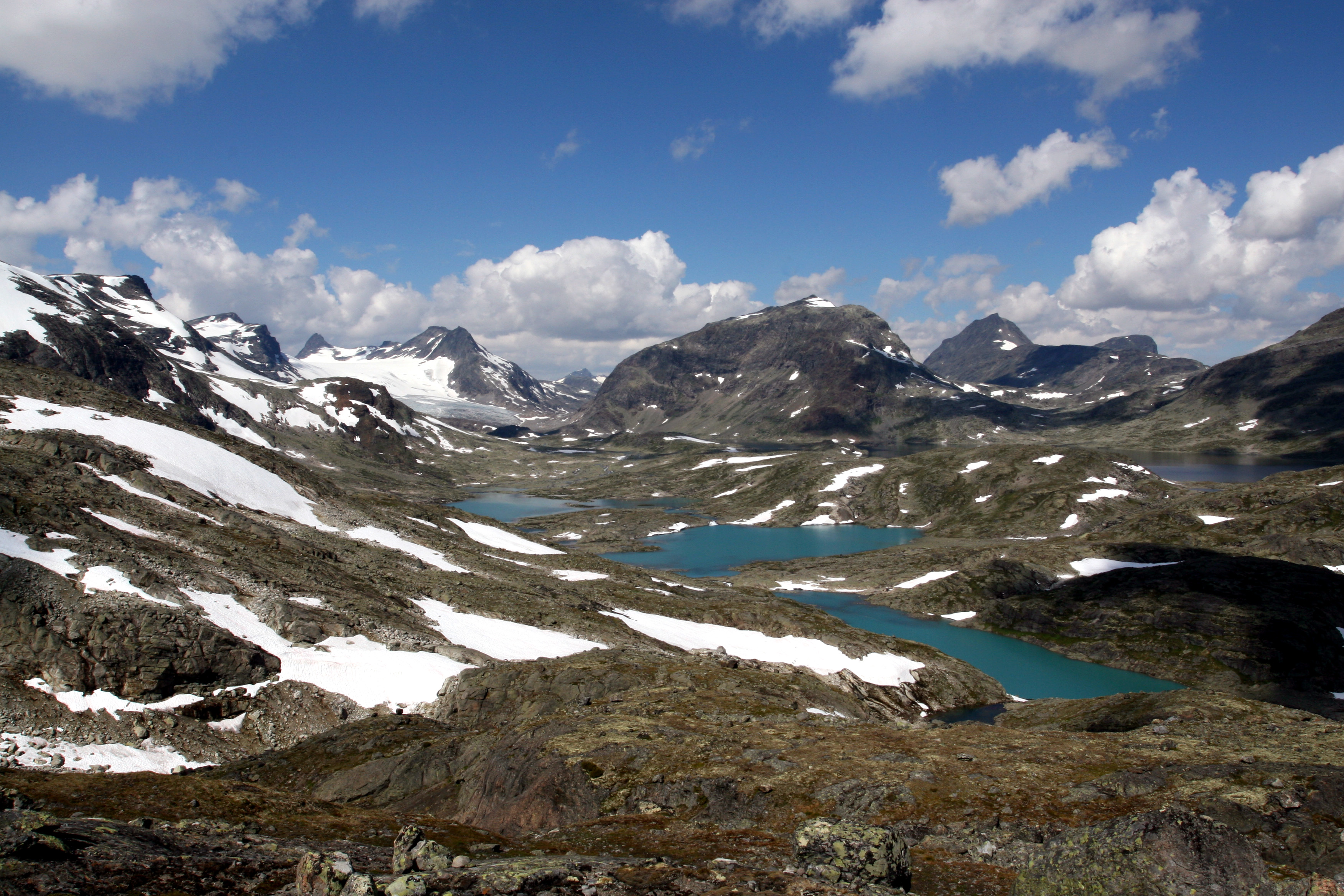
Mont Storgut à Jotunheimen

La partie septentrionnale commence avec la vallée Etnadal et le plateau de Valdresflya au sud du massif Jotunheimen avant de s'étendre à l'ouest vers la montagne Filefjell qui marque la limite entre les régions d'Østlandet et Vestlandet.
La partie sud de la vallée d'Etnadal est plus ouverte et liée topographiquement au landskap de Land. Ce dernier communique via la route européenne 16 avec Gjøvik qui offre davantage de services que Fagernes et exerce son attraction sur la partie orientale de Valdres.
La partie supérieure de Valdres est historiquement plus liée au Vestlandet qu'à l'Østlandet, tandis que la partie sud est tournée vers Ådal et Ringerike. La route comtale 51 assure un lien entre Fagernes et Gol dans la vallée de Hallingdal. 
L'aéroport de Fagernes, Leirin se trouve à 9 kilomètres au-dessus de Fagernes à 810 mètres d'altitude. 
La ligne ferroviaire de Valdres est fermée depuis 1988 et les rails ont été retirés. 

## Localités

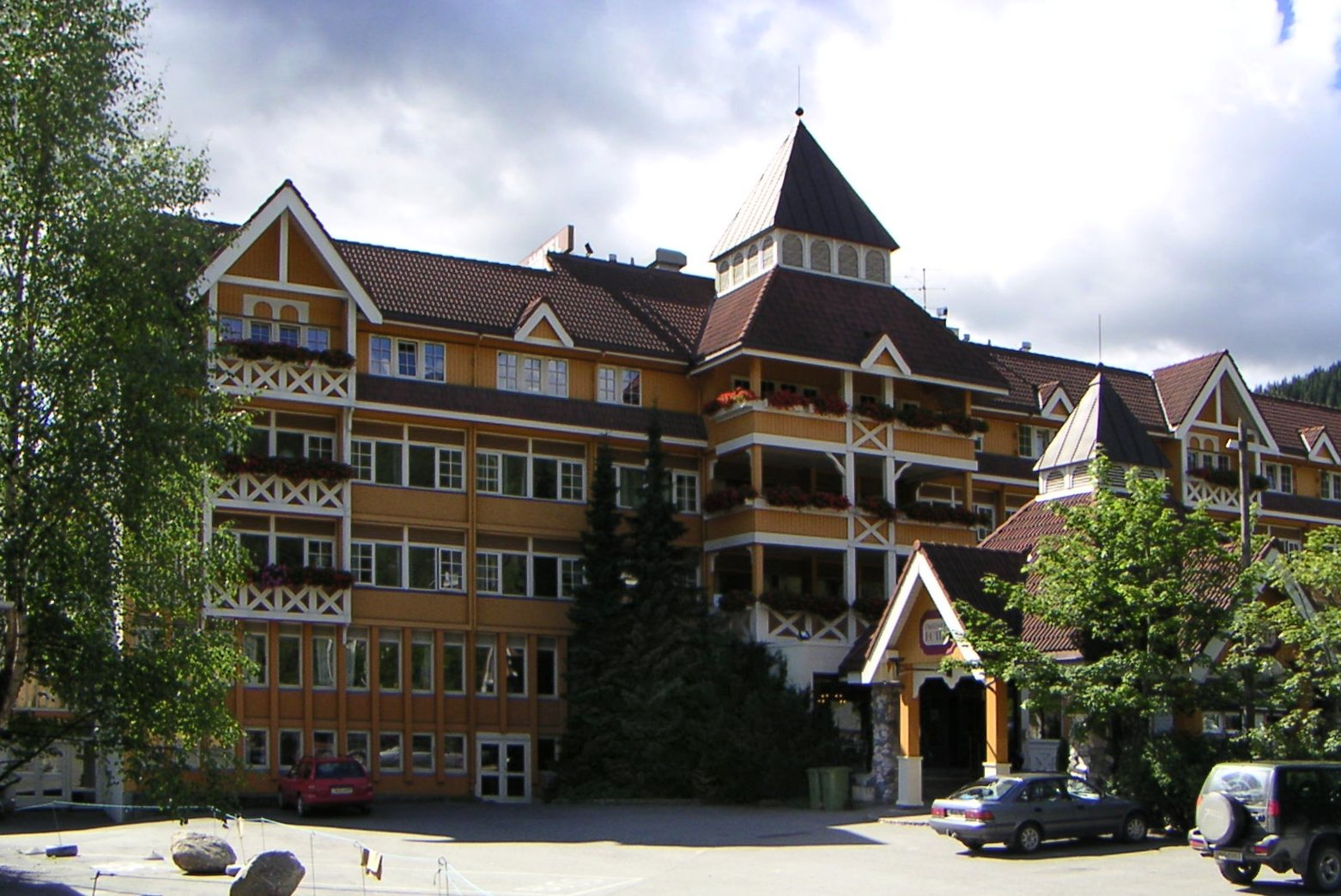
Hôtel de Fagernes.

Localités classées d'après leur population au 1er janvier 2020:

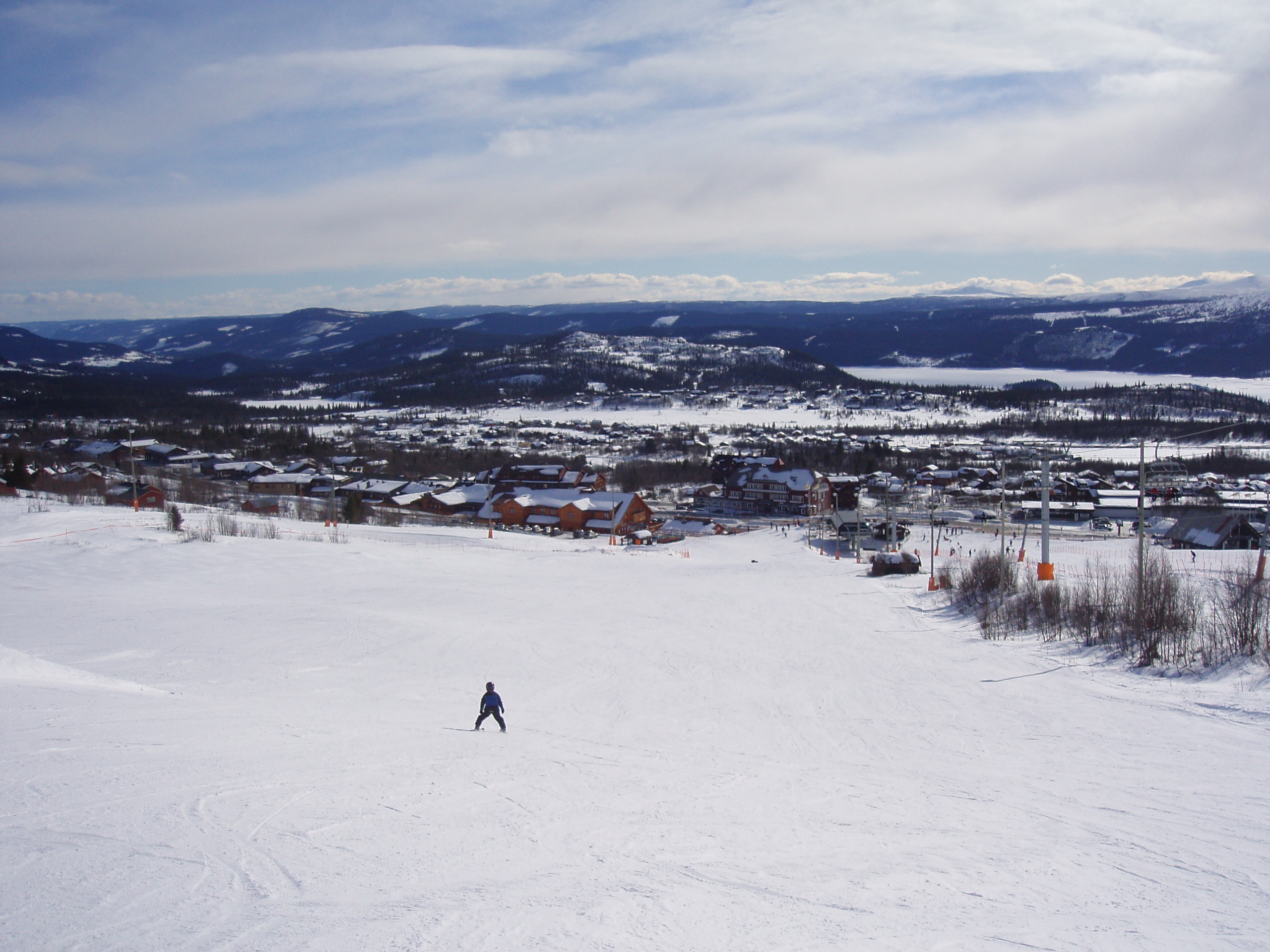
Station de ski de Beitostølen

- Fagernes – 1 968 (Nord-Aurdal)
- Leira – 852 (Nord-Aurdal)
- Bagn – 638 (Sør-Aurdal)
- Aurdal – 665 (Nord-Aurdal)
- Beitostølen – 360 (Øystre Slidre)
- Slidre – 343 (Vestre Slidre)
- Røn – 262 (Vestre Slidre)
- Heggenes – 276 (Øystre Slidre)
- Moane – 227 (Øystre Slidre)
- Bruflat – 240 (Etnedal)

## Politique et administration
Valdres fait partie du comté d'Innland et de la circonscription législative d'Oppland. Oppland était un comté indépendant de 1781 (Christian amt) à 2020. 
Les communes de Valdres coopèrent au sein du conseil régional Valdres Natur og Kulturpark. 
Valdres appartient à la juridiction du tribunal de Valdres qui est du ressort de la cour d'appel Eidsivating. Elle appartient aussi au prosti de Valdres dans le diocèse luthérien de Hamar. 

### Municipalités
Valdres est divisée en 6 communes:
| Numéro | Carte                        | Blason | Nom           | Centre   | Population | Superficie   | Norme   |
| ------ | ---------------------------- | ------ | ------------- | -------- | ---------- | ------------ | ------- |
| 3449   | Sør-Aurdal dans l'Oppland    |        | Sør-Aurdal    | Bagn     | 2866       | 1 108,97 km2 | Neutre  |
| 3450   | Etnedal dans l'Oppland       |        | Etnedal       | Bruflat  | 1239       | 459,15 km2   | Neutre  |
| 3451   | Nord-Aurdal dans l'Oppland   |        | Nord-Aurdal   | Fagernes | 6401       | 906,54 km2   | Neutre  |
| 3452   | Vestre Slidre dans l'Oppland |        | Vestre Slidre | Slidre   | 2091       | 463,24 km2   | Nynorsk |
| 3453   | Øystre Slidre dans l'Oppland |        | Øystre Slidre | Heggenes | 3291       | 963,10 km2   | Nynorsk |
| 3454   | Vang dans l'Oppland          |        | Vang          | Vang     | 1636       | 1 505,24 km2 | Nynorsk |

Carte de Valdres

Valdres constituait une fogderi de 1764 à 1815 et de 1856 à 1909.
En 1838 Valdres était divisée en 4 municipalités : Sør-Aurdal, Nord-Aurdal, Slidre et Vang. 
En 1849, Slidre est scindée entre Øystre et Vestre Slidre, puis Etnedal est séparée de Sør et Nord-Aurdal en 1894.

### Élections législatives de 2017

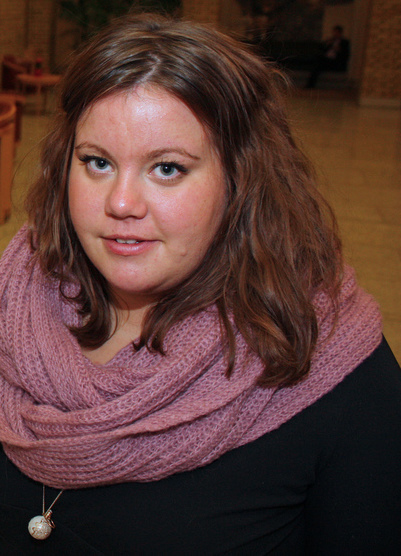
Stine Renate Håheim (Ap) de Valdres siégeait au Storting pour le comté d'Oppland de 2009 à 2017.

Résultat des élections législatives de 2017 dans la région de Valdres,,,,,:
| Parti                                | Voix   | +/-   | %    | +/-   |
| ------------------------------------ | ------ | ----- | ---- | ----- |
| Parti du centre                      | 3 255  | +1285 | 32,3 | +12,6 |
| Parti travailliste                   | 2 667  | -894  | 26,5 | -9,0  |
| Høyre (conservateur)                 | 1 555  | -350  | 15,4 | -3,6  |
| Parti du progrès                     | 1 448  | +88   | 14,4 | -0,8  |
| Parti socialiste de gauche           | 307    | +97   | 3,0  | +0,9  |
| Venstre (social-libéral)             | 227    | -97   | 2,3  | -0,9  |
| Parti de l'environnement - Les Verts | 213    | -1    | 2,1  | 0     |
| Parti populaire chrétien             | 206    | -122  | 2,0  | -1,3  |
| Rødt (communiste)                    | 92     | +53   | 0,9  | +0,5  |
| Autres                               | 108    | -6    | 1,1  | 0     |
| Blancs                               | 53     | +16   | -    | -     |
| Participation                        | 10 131 | +69   | 75,6 | +0,8  |
| Population électorale                | 13 405 | -46   | -    |       |

### Valdres comme circonscription
Valdres était une circonscription de l'amt de Kristian (Oppland) aux élections législatives de 1906 à 1918. Le scrutin était alors uninominal majoritaire à deux tours, et Valdres élisait un député avec son suppléant.
La circonscription de Valdres avait environ 16 000 habitants dont 8 000 électeurs, une fois le suffrage féminin instauré en 1913.

#### Représentants au Storting
| Période   | Représentant                                    | Liste                          | Suppléant                                 | Liste   |
| --------- | ----------------------------------------------- | ------------------------------ | ----------------------------------------- | ------- |
| 1907-1909 | Elling Eriksen Woll, agriculteur, Søndre Aurdal | Venstre                        | Helge Nilsen Thune, lensmann, Vang        | idem    |
| 1910-1912 | Helge Nilsen Thune, lensmann, Vang              | Frisinnede Venstre et Høyre    | L. Fosheim, agriculteur, Vestre Slidre    | idem    |
| 1913-1915 | Ole Gudbrandsen Hovi, avocat, Nordre Aurdal     | Venstre et Arbeiderdemokratene | Olaus Islandsmoen, recteur, Brandbu       | idem    |
| 1916-1918 | Olaus Islandsmoen, recteur, Brandbu             | Arbeiderdemokratene            | O. T. Svennæs, agriculteur, Nordre Aurdal | Venstre |
| 1919-1921 | Ole Olsen Tronrud, fermier, Sør-Aurdal          | Venstre                        | K. O. Alfstad, agriculteur, Øystre Slidre | idem    |

## Économie
Le revenu médian par adulte variait en 2019 entre 403 500 kr à Øystre Slidre et 355 900 kr à Sør-Aurdal, contre 416 400 kr pour la Norvège entière.
La sylviculture est importante pour le sud de la vallée tandis que le nord dépend davantage de l'agriculture. L'industrie de Valdres est avant tout liée à la transformation du bois et inclut quelques laiteries.
De nombreuses entreprises du secteur touristique sont installées dans la vallée. Fagernes est un centre touristique ancien et concentre l'offre de services de la vallée tandis que Beitostølen est une importante station de ski. Le rayonnement culturel de la vallée permet la vente de productions artisanales locales.
La pépinière d'entreprises Valdres Næringshage est implantée à Fagernes.

## Culture

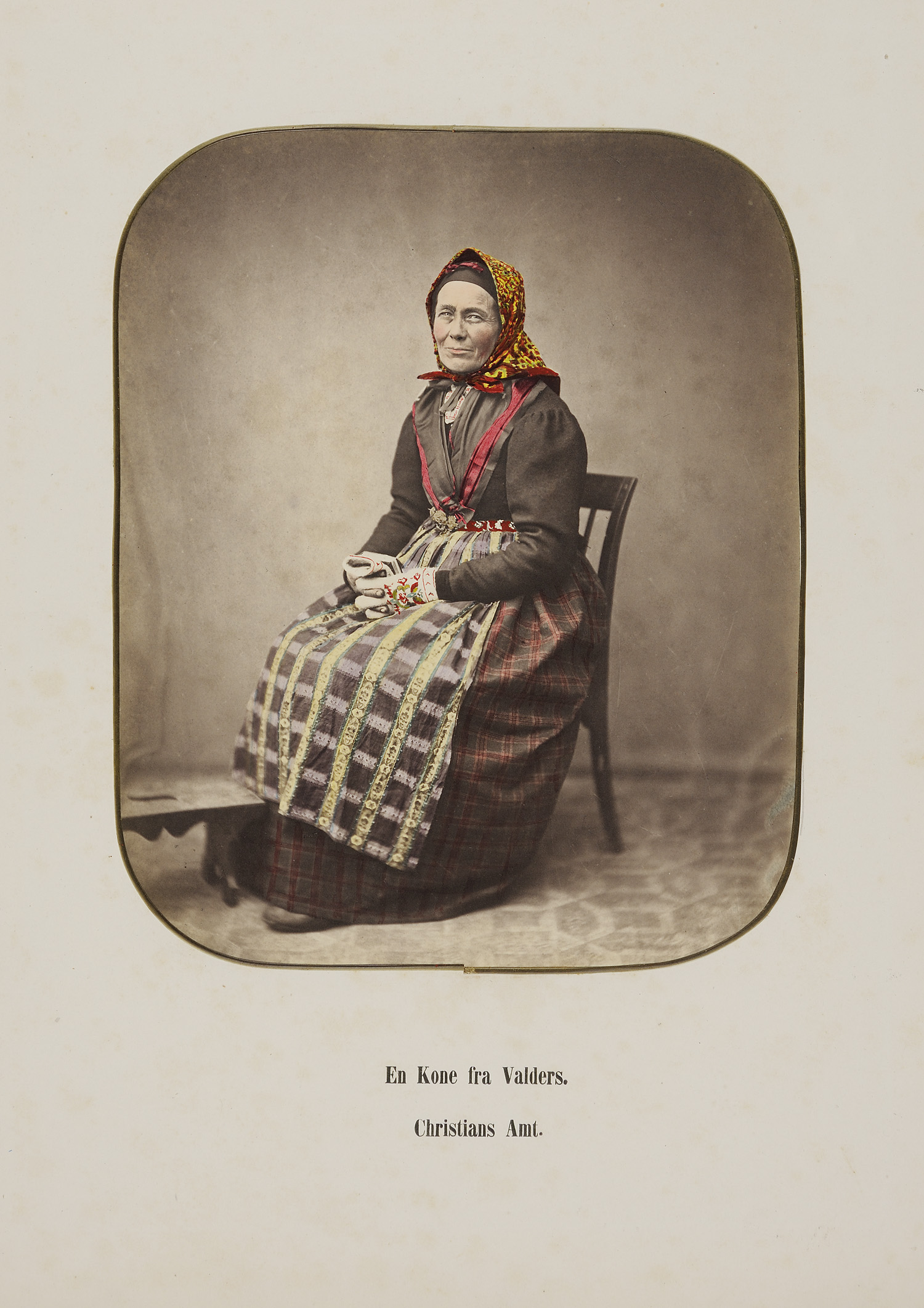
Femme en bunad de Valdres

Le district de Valdres est connu pour être des principaux producteurs de rakfisk. Le festival Norsk Rakfiskfestival s'y déroule chaque année. 
La vallée est la plus grande zone pastorale d'Europe du Nord avec 41 alpages en activité, et a un costume traditionnel (bunad) propre.  
La marche de Valdres (Valdresmarsjen) composée par Johannes Hanssen de 1901 à 1904 est basée sur le thème de la fanfare du bataillon de Valdres.  
Le journal local s'appelle Valdres, et Valdres Radio émet dans la vallée. 
Le dialecte local, Valdresmålet, est apparenté aux dialectes de l'Østlandet, avec notamment deux groupes pour l'infinitif, mais est aussi imprégné des dialectes du Vestlandet.
Le club de football Valdres FK à Fagernes joue dans la 3. divisjon (D4) féminine et la 4. divisjon (D5) masculine.

## Attractions touristiques

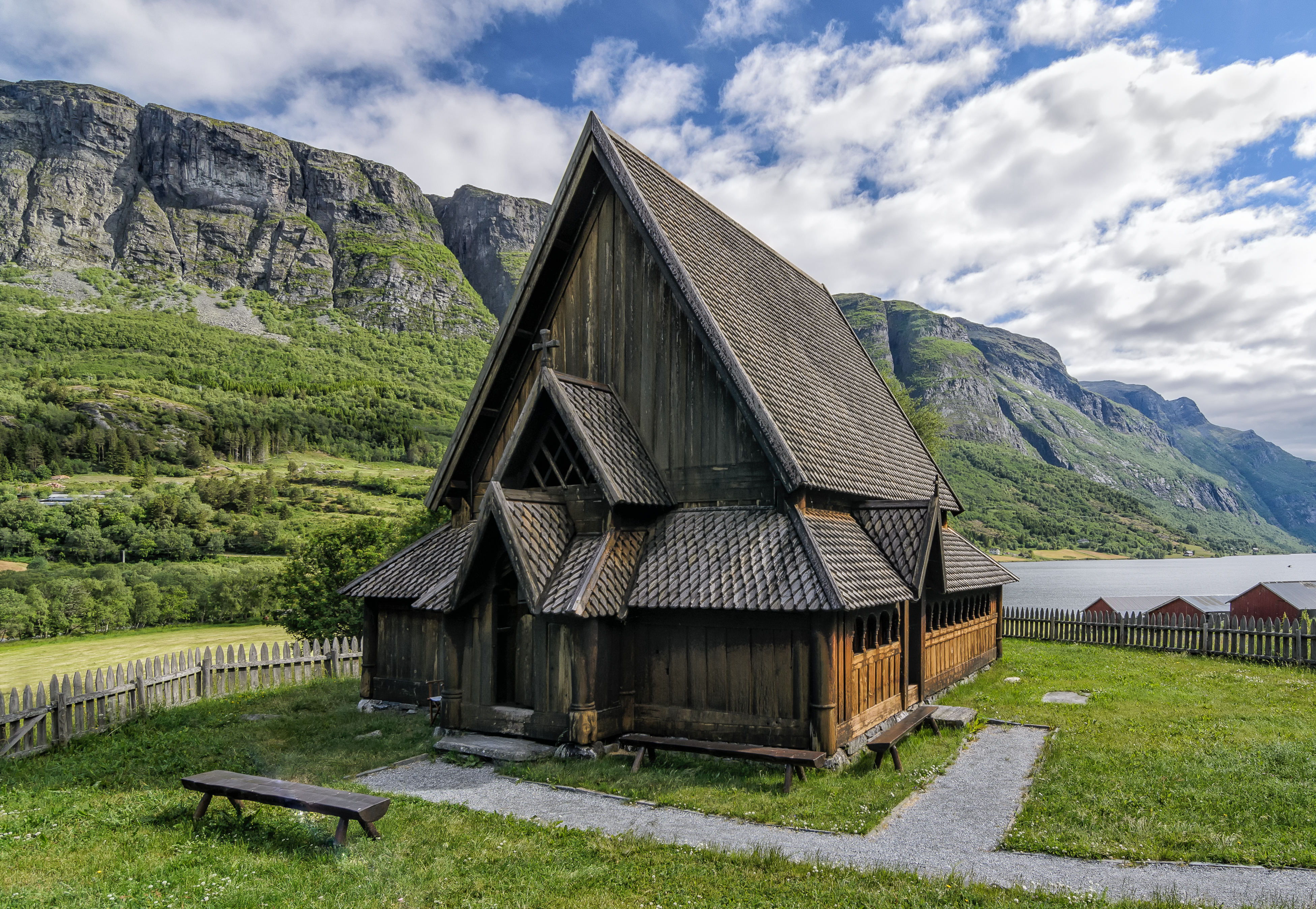
Église en bois debout d'Øye

- Bagn et Bautahaugen, villages reconstitués
- Gardbergfeltet, avec plus de 1000 tumuli
- Einangsteinen, pierre runique
- Valdres Skiferbrud, carrière de schiste
- Øye, Høre, Lomen, Hegge, Reinli et Hedalen, églises en bois debout.
- Slidredomen église médiévale en pierre
- Musée de Valdres, musée folk régional
- Kongevegen over Filefjell, route touristique franchissant la montagne de Filefjell.